# Kanton Courtenay
Kanton Courtenay (francouzsky Canton de Courtenay) je francouzský kanton v departementu Loiret v regionu Centre-Val de Loire. Tvoří ho 15 obcí.

## Obce kantonu
- Bazoches-sur-le-Betz
- Chantecoq
- La Chapelle-Saint-Sépulcre
- Courtemaux
- Courtenay
- Ervauville
- Foucherolles
- Louzouer
- Mérinville
- Pers-en-Gâtinais
- Rosoy-le-Vieil
- Saint-Hilaire-les-Andrésis
- Saint-Loup-de-Gonois
- La Selle-sur-le-Bied
- Thorailles